# 2008年夏季オリンピックの開催地選考
2008年夏季オリンピックの開催地選考（2008ねんかきオリンピックのかいさいちせんこう）では、2008年夏季オリンピックの開催地が選考されるまでの経緯について記述する。
2008年夏季オリンピックの開催地選考には10都市が立候補した。その後、IOC(国際オリンピック委員会)の理事会による1次選考で5都市に絞られた候補都市のうち、2001年7月13日の第112次IOC総会において中国の北京が開催地に決定した。そのほかに開催地を争っていた候補都市は、カナダのトロント、フランスのパリ、トルコのイスタンブール、日本の大阪市である。北京は2回目の投票で圧倒的な過半数を得て中国で初の五輪開催を勝ち取った。IOCの委員やメディアは北京が勝利した要因として「中国は世界一の人口を有し、経済的にも発展を遂げていることや、反ドーピング政策にも力をいれてきている」という点や「8年前のシドニーとの大接戦」を挙げた。北京は8年前に行われた2000年夏季オリンピックの開催地を決める投票において、IOC委員の過半数近い票を得るもオーストラリアのシドニーに僅か2票差で敗れて開催を逃していた。
開催地を決める投票が近づくにつれて、政治家や非政府組織が中国政府による人権弾圧への懸念から北京の招致活動に批判を強めた。これに対し北京招致委員会は、「オリンピックを開催することで人権問題やその他の諸問題は向上する」と反論した。尚、一部のIOC委員は北京の大気汚染や夏季の高温多湿にも懸念を表したため、北京招致委員会は「オリンピック開催までに大気汚染や水質汚染を減らすことを計画に盛り込む」と発表した。

## 選考過程
オリンピックの開催地選考の過程は、開催地に名乗りを挙げた都市を抱える国内オリンピック委員会(NOC)がIOCに申請文書を提出して開始され、オリンピック開催7年前に行われるIOC総会で、IOC委員の投票によって開催地が決定する。この過程はオリンピック憲章の第5章34項に基づく。 
2008年夏季オリンピックの開催地選考過程は初めて2段階形式で行われ、その後の大会の開催地選考でも同じ手法の過程が取り入れられた。まず第1過程では、立候補の申請書を期限日までにIOCに提出し、提出した都市は「申請都市」と呼ばれ、IOCがテーマごとに設けた設問に答える形の「申請ファイル」を期限までに提出する。このファイルを基にIOCが各申請都市の開催能力を精査し、長所と課題を公表する。その後、IOC理事会における第1次選考で開催能力があると認められた都市が「立候補都市」として第2過程に進むことを許される。第2過程では、各立候補都市がより詳細な開催計画を記した「立候補ファイル」をIOCに提出し、IOCの評価委員会(IOC委員、各国際競技連盟、各国国内オリンピック委員会、選手、国際パラリンピック委員会などのメンバーで構成)が各都市の立候補ファイルを精査する。評価委員会はその後各立候補都市を4日間の予定で現地視察し、競技会場や選手村などの調査や各都市の招致委員会から詳細な説明を受け、これらの結果を「評価報告書」としてまとめ、開催地決定の1ヶ月前にIOC委員に提出し公表する。
開催地は、開催に名乗りを挙げていない都市・国で開かれるIOC総会で決定する。開催地決定投票は各IOC委員が1人1票を有するが、立候補都市を抱える国の委員はその都市が落選するまで投票権を持つことが出来ない。開催地は投票総数の過半数を獲得した都市に決まるが、1回目の投票で過半数を獲得した都市がなかった場合は最も票の少ない都市を落選させ、2回目の投票を行う。この方式で過半数を獲得する都市が出るまで投票を繰り返し、落選した都市は投票終了ごとに発表される。開催地に選ばれた都市は国際オリンピック委員会との開催確約書に署名し、正式に開催都市として決定する。

### 正式立候補に至らなかった都市
2008年夏季オリンピックの開催地へ立候補を表明あるいは検討したが、正式な立候補には至らなかった都市について記述する。ブラジルのリオデジャネイロは2008年大会の招致に向けて資金調達を行っていたが、2012年夏季オリンピックの招致に向けて活動することに方針転換した。 南アフリカのケープタウンとアルゼンチンのブエノスアイレスは2004年夏季オリンピックの開催地選考で敗れた後、メディアの報道では2008年大会招致に乗り出すと見られていたが、立候補はしなかった。メキシコのモンテレーは早い段階から立候補に向けての準備を練っていたが、最終的に立候補には乗り出さなかった。他に、立候補を表明あるいは検討したが正式には立候補に至らなかった都市として次の都市が挙げられる。 ポルトガルのリスボン、 ロシアのクラスナヤ・ポルナワ、イスラエルとパレスチナ自治区の共催、アメリカのニューヨーク、チェコのプラハ、韓国の釜山、カナダのバンクーバー(バンクーバーは後に2010年冬季オリンピック招致に乗り出して開催地に選ばれた)、ロシアのモスクワ。

### 申請都市の1次選考
2008年夏季オリンピックには10都市が立候補を申請した。各申請都市は2000年6月20日までに「申請ファイル」をIOCに提出し、その後IOCの作業部会が精査した。作業部会は、各申請都市が大会の開催能力を有しているかどうかを項目ごとに点数化する。項目は「政府の支援・世論」、「インフラ」、「競技会場」、「選手村」、「環境・影響」、「宿泊施設」、「交通」、「治安」、「過去の国際大会開催実績」、「財政」、「理念」の11項目があり、これらの項目ごとに点数評価をし、総合的な点数を弾き出す。10点満点中6点未満だと第1次選考を通過できず落選する。
申請ファイルの精査を終えたIOCの作業部会は、開催都市の基準(6点以上)を満たす都市として北京、パリ、大阪、トロントの4都市のみを推薦した。IOC理事会はこの推薦を受けて、2000年8月28日にこれら4都市を立候補都市に選出した。この後、理事会は立候補都市を5都市で争わせようとしたためトルコのイスタンブールを加え、5都市が1次選考を突破することとなった。突破した都市は各都市の招致ロゴや文書にオリンピック・エンブレムを使用することが許可される[a]。尚、立候補を申請した都市のうち、1次選考を突破した5都市以外の落選した都市は次の通りである。
- バンコク, タイ
- カイロ, エジプト
- ハバナ, キューバ
- クアラルンプール, マレーシア
- セビリア, スペイン

### 立候補都市の評価
ヘイン・バーブルッゲン委員長をはじめとするIOC評価委員会が4日間の日程で各立候補都市を現地視察した。評価委員会は2001年2月21日から3月28日まで各都市を18のテーマごとに調査し、各都市の開催計画を評価した。
- 北京 — 2月21日–24日
- 大阪 — 2月26–3月1日
- トロント — 3月8日–11日
- イスタンブール — 3月21日–24日
- パリ — 3月26日–29日

評価委員会は、各立候補都市が開催地に選ばれた際に生じる主なリスクを認識することを試みた。現地視察の結果を基に作成した評価報告書では、各都市をランキング化することを控えるために点数評価をすることは控え、その代わりに「エクセレント」などの言語表現で評価した。「エクセレント」と評価されたのは、北京、トロント、パリの3都市である。イスタンブールについては、交通面での懸念やインフラ整備の向上が達成されていないと低い評価を与えた。大阪については「エクセレント」と評された項目は全く無く、財政面や交通渋滞に懸念が表された。
2001年5月15日に評価報告書がIOC会長と理事会に提出された。評価報告の作成時、IOCのフアン・アントニオ・サマランチ会長によって圧力が加わり、評価が不適切に差し替えられたという報道がなされたが、2001年6月13日にIOCはプレスリリースにおいてこの報道を否定している。

### 最終選考(開催地決定投票)
2001年7月13日～7月16日にロシアのモスクワで第112次IOC総会が開催され、開催地の決定投票は7月13日に行われた。まず、各立候補都市によるプレゼンテーションが午前9:30にモスクワのワールド・トレード・センターで開始した。その後、評価委員会による各都市の評価報告が行われ、開催地を決める投票が行われた。全122人のIOC委員のうち、IOC会長であるフアン・アントニオ・サマランチ会長や、立候補都市を抱える国の委員以外、105人の委員が投票権を持っていた。
| 2008年開催地決定投票で投票権を持たない委員 (17人) | 2008年開催地決定投票で投票権を持たない委員 (17人)                                           |
| 立候補都市を抱える国の委員 (13人) | 欠席 (4人)                                                                                  |
| --- | ------------------------------------------------------------------------------------------- |
| - チャーマイン・クロックス - パウル・ヘンダーソン - リチャード・パウンド - ロバード・ステッドウォード - ヒ・ツェンリャン - ル・シェンロン - ウ・ザイキン - ギー・ドリュー - ジン・クラウド・キリー - ヘンリ・セランドリュー - 猪谷千春 - 岡野俊一郎 - シナン・エルデム | - ヴェラ・カスラヴスカ - アレクサンドレ・メロデ - モハメド・ハサン - ラッサーナ・パレンフォ |

1回目の投票では北京が最多の票を獲得し、順にトロント、パリ、イスタンブール、大阪市が続いた。しかし北京は過半数の票を得ることが出来なかったため、最も票の少なかった大阪市が落選し2回目の投票が行われた。2回目の投票の結果、北京56票、トロント22票、パリ18票、イスタンブール9票となり、過半数を獲得した北京が開催地に決定した。
| 都市           | 国 (NOC) | 1回目 | 2回目 |
| 北京           | 中国     | 44    | 56    |
| トロント       | カナダ   | 20    | 22    |
| パリ           | フランス | 15    | 18    |
| イスタンブール | トルコ   | 17    | 9     |
| 大阪           | 日本     | 6     | —     |

## 各立候補都市の概要

### 北京
北京は、8年前の2000年大会にも立候補していたが、オーストラリアのシドニーに敗れて開催地には選ばれなかった。北京はIOC委員に対して激しいロビー外交を展開したが、3回に及ぶ投票の末シドニーと僅か2票差という激戦だった。報道機関はシドニーの勝利を「無難な選択」と評した。中国政府による人権弾圧や大規模な国際陸上競技大会の開催経験の乏しさに危惧を示したIOC委員もいた。対照的に、2008年大会の招致活動中や開催地決定後に、オリンピック開催によって人権問題は改善されると公表した。 IOCの評価委員会が作成した評価報告書では、北京の強みとして高い世論の支持率や会場建設の保証、政府による強固な支援を強調し、課題となっていた大気汚染・水質汚染については北京の取り組みを賞賛した。

### トロント
トロントの招致活動はトロント在住のビジネスマンでNBAのトロント・ラプターズ創設者であるジョン・ビトブ氏が率いた。トロントはオンタリオ湖の湖畔にコンパクトな会場配置を計画し、選手村を産業地域のある埋立地に建設する計画や会場群を結ぶ高速鉄道の建設も公表した。IOCの評価委員会はトロントの質の高い計画に高評価を与えた。特に、選手がオリンピック会場の中心部に移動する際、既存の交通システムを使用することに専念していることで、トロントが財政計画に細心の注意を払っていることを挙げた。2001年6月にはトロントは北京との一騎討ちとなっている様相を呈していたが、トロントのメル・ラストマン市長が開催地争いのためのロビー活動の直前にケニアのモンバサ市に対して差別的な発言をしたことが世界中で論争となり、この発言が特にアフリカのIOC委員の投票動向に影響し、トロントは
北京に大差で勝利を許し、獲得した票は20票程度にとどまった。この後、トロントは2012年大会を目指す意向を表明したが、2年後の2010年冬季オリンピック開催地に同じカナダのバンクーバーが決定したため、立候補を断念した。

### パリ
フランスの首都パリは北京と並んで有力候補に挙げられていたが、2004年の夏季オリンピックがギリシャのアテネ、2006年の冬季オリンピックがイタリアのトリノと直近の大会がそれぞれ同じ欧州の都市に決まっていたために票が集まらず、北京、トロントに次ぐ3位に終わった。

### イスタンブール
トルコの最大都市イスタンブールは2000年、2004年大会に続く3大会連続の立候補となったが、2回目の投票では9票しか獲得できず、過半数を獲得した北京に破れた。

### 大阪
大阪オリンピック構想を参照
日本の大阪市は、国内立候補都市選定で同じく開催地に名乗りを挙げた横浜市（横浜オリンピック構想）との投票で勝利し、日本の開催候補都市となった。インフラ・治安面では一定の評価を得たが、5割ほどにとどまった低い支持率や評価委員会の現地視察における交通渋滞・説明不足、不安定な財政状態によって評価は低く、一時は開催が困難ではないのかという懸念まで突きつけられ、開催地決定投票でわずか6票しか獲得できず最下位に終わった。

## ノート
- a  オリンピック・エンブレム（五輪マーク）は国際オリンピック委員会（IOC）が著作権を有するロゴである。; 開催を希望した都市の中から、第1次選考でIOCによって正式候補都市に選出された都市だけがオリンピック・エンブレムを使用できる[21][22]。